# Сухатувка
Сухатувка (пол. Suchatówka) — село в Польщі, у гміні Ґневково Іновроцлавського повіту Куявсько-Поморського воєводства.
Населення — 508 осіб (2011).

## Демографія
Демографічна структура станом на 31 березня 2011 року:
|          | Загалом | Допрацездатний вік | Працездатний вік | Постпрацездатний вік |
| -------- | ------- | ------------------ | ---------------- | -------------------- |
| Чоловіки | 253     | 49                 | 176              | 28                   |
| Жінки    | 255     | 44                 | 162              | 49                   |
| Разом    | 508     | 93                 | 338              | 77                   |